# Јесења изложба УЛУС-а (1983)
Јесења изложба УЛУС-а (1983) је трајала од 2. до 28. новембра 1983. године. Одржана је у галеријском простору Удружења ликовних уметника Србије односно у Уметничком павиљону "Цвијета Зузорић", у Београду.

## Излагачи
1. Миодраг Атанацковић
2. Петар Бановић
3. Селимир Бурбуловић
4. Боса Беложански
5. Ранко Бељинац
6. Милан Бесарабић
7. Мирослав Благојевић
8. Стојанка Бошњак
9. Видоје Васић
10. Растко Васић
11. Војин Величковић
12. Драгиња Влашић
13. Бранислав Вујчић
14. Бошко Вукашиновић
15. Оливера Вукашиновић
16. Мирјана Вукмировић Пачов
17. Радислав Вучинић
18. Славица Вучковић
19. Александар Грбић
20. Александар Димитријевић
21. Драган Димић
22. Едвина Драговић
23. Предраг Драговић
24. Амалија Ђаконовић
25. Ђорђе Ђорђевић
26. Стојанка Ђорђић
27. Жељко Ђуровић
28. Маша Живкова
29. Јован Живковић
30. Синиша Жикић
31. Љубица Злоковић Вујисић
32. Владимир Јанковић
33. Богдан Јовановић
34. Душан Јовановић
35. Јелена Јовановић
36. Дејан Јовичић
37. Маријана Каралић
38. Слободан Каштаварац
39. Мартин Кизур
40. Ленка Кнежевић Жуборски
41. Рајко Ковачевић
42. Коста Кривокапић
43. Јован Крижек
44. Клара Криштовац
45. Мирјана Крстевска Марић
46. Гордан Крчмар
47. Грујица Лазаревић
48. Недељко Лампић
49. Наташа Лукић Максимовић
50. Иван Луковић
51. Љубиша Манчић
52. Петар Марић
53. Зоран Марјановић
54. Весна Марковић
55. Велимир Матејић
56. Бранимир Мијушковић
57. Славко Миленковић
58. Лепосава Лепа Милошевић
59. Милан Миљковић
60. Славољуб Мирковић
61. Драгослав Момчиловић
62. Зоран Настић
63. Јелка Нешковић Думовић
64. Добривоје Николић
65. Радмила Крстић Николић
66. Мирослав Николић Мирон
67. Лепосава Ст. Павловић
68. Бранимир Пауновић
69. Стојан Пачов
70. Саво Пековић
71. Драгић Петровић
72. Милица Петровић
73. Владимир Попин
74. Гордана Поповић
75. Божидар Продановић
76. Светлана Раденовић
77. Ђорђе Симић
78. Драгана Станаћев
79. Мирко Стефановић
80. Миодраг Стојановић
81. Милорад Ступовски
82. Ана Танић
83. Милорад Тешић
84. Лепосава Туфегџић
85. Вјекослав Ћетковић
86. Милорад Ћирић
87. Љубиша Урошевић
88. Јосиф Хрдличка
89. Славица Филиповић
90. Бранко Цветковић
91. Томислав Шеберковић